# Alfred Kinsey
Alfred Charles Kinsey (født 23. juni 1894, død 25. august 1956) var amerikansk zoolog og professor ved Indianas statsuniversitet. Han er særligt kendt for at skrive Sexual Behavior in the Human Male (1948) og Sexual Behavior in the Human Female (1953) også kendt som Kinsey Reports (Kinsey-rapporterne) samt Kinsey-skalaen. Kinsey forskning af den menneskelige seksualitet var grundlæggende indenfor sexologien og skabte kontroverser i 1940'erne og 1950'erne.

## Populærkultur
I 2004 udkom den amerikanske biografiske film Kinsey, hvor han er spillet af Liam Neeson.